# 카밀 코푸네크
카밀 코푸네크(슬로바키아어: Kamil Kopúnek, 1984년 5월 18일 ~ )는 슬로바키아의 전 축구 선수이다. 현역 시절 포지션은 수비형 미드필더였다. 2010년 FIFA 월드컵에서 이탈리아를 상대로 추가골을 성공시키며 슬로바키아의 분리 독립 이후 사상 첫 16강 진출을 이끌었다.